# دادرا وناجار هافلي
دَدْرة ونجر حويلي أو (نقحرة: دادرا وناجار هافلي)(بالإنجليزية: Dadra and Nagar Haveli)‏ هي منطقة في إقليم دادرا وناغار هافيلي ودامان وديو الاتحادي بغرب الهند، وهي مكونة من كيانين جغرافيين: ناجار هافيلي المحصورة بين ولايتي مهاراشترا وكجرات، وجيب دادرا الصغير المحاط بولاية كجرات. سيلفاسا هي المركز الإداري للمنطقة.
حكم البرتغاليون دادرا وناجار هافيلي من عام 1783 حتى منتصف القرن العشرين، استولت القوات الموالية للهند على المنطقة في عام 1954 وأدارتها كدولة مستقلة قبل انضمامها إلى الهند كإقليم اتحادي في عام 1961. دُمجت مع إقليم دمن وديو الاتحادي في 26 يناير 2020 لتشكيل الإقليم الاتحادي الجديد "دادرا وناجار هافيلي ودامان وديو" وأصبحت دادرا وناجار هافيلي إحدى المقاطعات الثلاث في الإقليم الجديد.

## تاريخها و مساحتها
تأسست في 11 أغسطس عام 1961، مساحتها 487 كم².

## العاصمة
عاصمتها (سيلفاسا).

## اللغة الرسمية
الماراثية والهندية والغوجاراتية و الإنجليزية.

## السكان
عدد سكانها 342,853، الكثافة السكانية 689.
الدين
الهندوسية: 94.08٪
الإسلام: 4.33٪
المسيحية: 1.18٪
آخرون: 0.41٪
- نسبة عدد السكان الحضريين إلى العدد الكلي 22.9 %.

## معدل التعليم
77.65 % من عدد السكان الكلي.

## عدد القرى و عدد البلدات
عدد القرى 70 قرية، عدد البلدات 2.